# 殷州 (南梁)
殷州，南梁时设置的州。
南朝梁太清元年（547年）七月，改北扬州置殷州，治所在秣陵县（今河南沈丘县）。下辖陈郡。以项城为殷州，以西阳郡太守羊思建为殷州刺史，驻守项城。辖境约今河南省沈丘县一带。太清二年（548年）正月，东魏攻克殷州，刺史羊思达弃城逃走。东魏还是改为北扬州。